# Cord 810-812

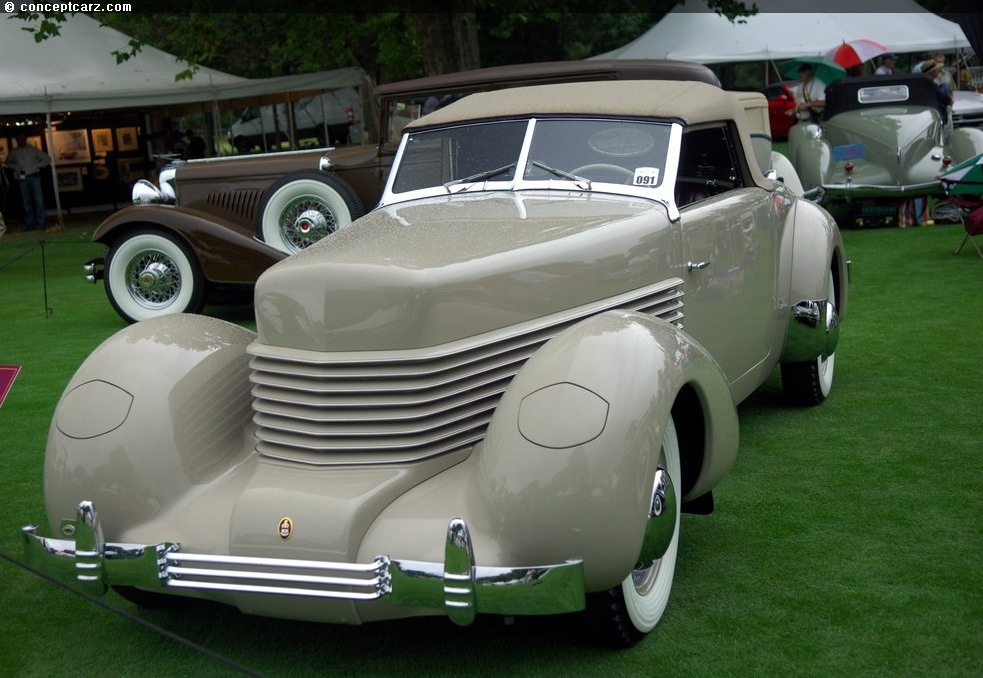
Cord 810

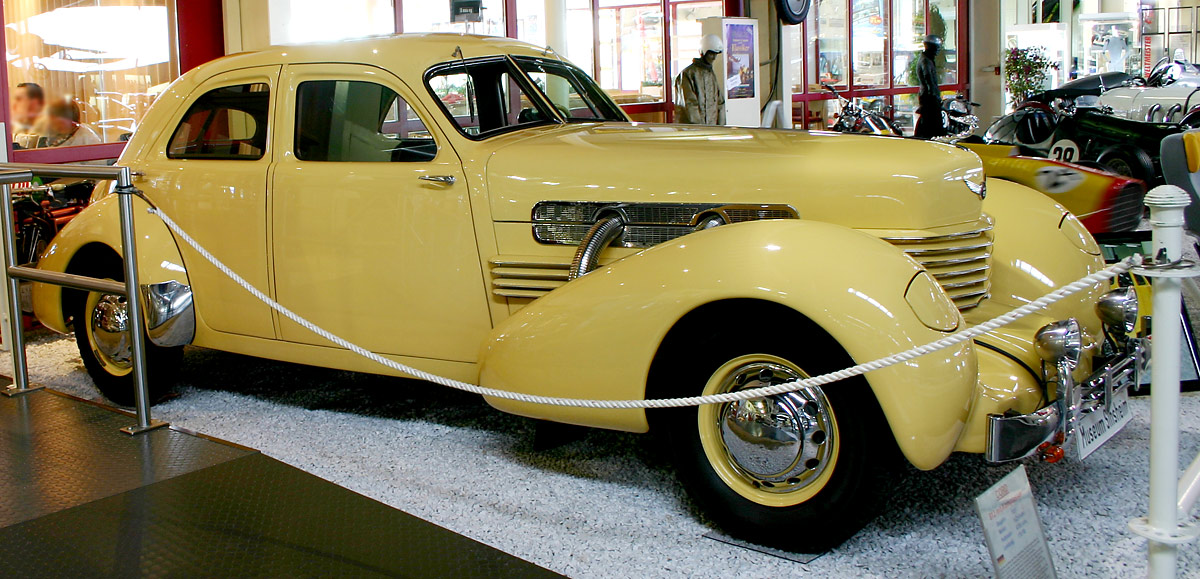
Cord 812

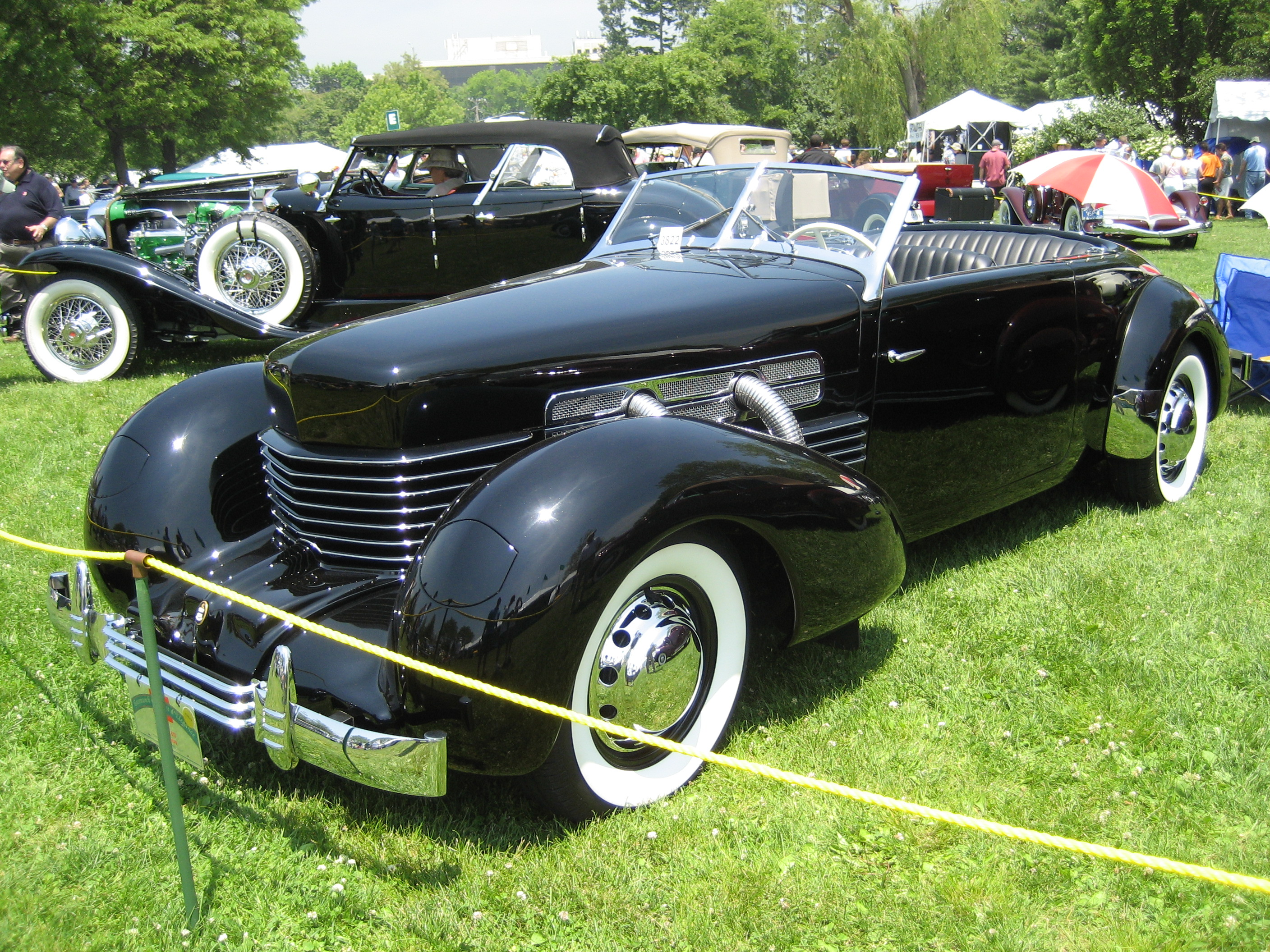
Cord 810. кабріолет

Cord 810-812 перший американський передньопривідний автомобіль з незалежною підвіскою та перший з прихованими фарами, що ховались у крила. Випускався компанією Cord - підрозділом корпорації Auburn Automobile Company впродовж 1936-1937 років. Виробництво припинили через проблеми з налагодженням виробництва, фінансові проблеми в час Великої депресії материнської компанії Е. Корда, що розпалась 1938 року. За дизайн Cord 810/812 Г. М. Бьоріг був внесений до списку 25 найкращих дизайнерів ХХ ст.

## Історія
Над Cord 810-812 працював відомий дизайнер Г. М. Бьоріг (англ. Gordon M. Buehrig) з командою, зокрема молодий Вінс Гарднер (англ. Vince Gardner). При прогресивній незалежній передній підвісці авто мало задню підвіску з напівелептичними ресорами. V8 мотор Lycoming у 4739 см³ потужністю 125 к.с. був з'єднаний з напівавтоматичною 4-ступінчастою коробкою передач. Через відсутність тунелю карданного валу простора кабіна була низько посаджена без звичних тоді зовнішніх підніжок, зовнішніх петель дверей. Колісна база виносила 3175 мм. Майже позбавлений хрому кузов (крім бамперів, горизонтальної решітки моторного відділення) отримав понтонні крила з прихованими фарами, що були модифікованими авіаційними злітно-посадковими фарами Stinson. Серед новинок були прихована горловина бензобаку, капот, що відкривався назад, а не в боки, склоочисники з змінною швидкістю (тоді доволі незвичний прилад переважно з ручним приводом), стандартний радіоприймач (поширений з 1950-х рр.).
Презентація Cord 810 на Нью-Йоркському автосалоні в листопаді 1935 викликала фурор. Сотні замовлень Е. Корд обіцяв задовольнити до Різдвяних свят, але через проблеми з коробкою передач серійні авто не надійшли до квітня 1936 року. Е. Корд планував виготовляти щомісяця 1000 машин, але за 1936 зміг виготовити і продати лише 1174 Cord 810.
Новий 1937 компанія увійшла з моделлю Cord 812 з мотором з турбонаддувом. Через це модель відрізнялась виведеними назовні хромованими вихлопними трубами. Потужність зросла до 170 к.с.
Через механічні проблеми, довге очікування авто скоротилась черга покупців. Непродані Cord 810 переномерували 1937 як Cord 812. До 1937 було продано близько 3000 машин, після чого виробництво зупинили.
На базі Cord 810 було створено прототип Phantom Corsair (1938).
1998 року автомобільний журнал Forbes American Heritage нагородив Cord 812 титулом "один з найкрасивіших американських автомобілів".
У фільмі 1994 "Тінь" одним з активних учасників подій є таксі Cord 810.